# 漆糸
漆糸（うるしいと）は、漆を和紙に塗ったものを細く一定幅に切ったもの。漆糸平箔（ひらはく）を漆平箔といい、これで芯糸を完全に撚り巻いた黒光沢のある糸のこと。和装地には朱か、えんじに染めて、洋装地には漆の黒のまま使用することが多い。黒染めのポリエステル・フィルムの平箔を代わりに使用することもある。